# 성남우편집중국
성남우편집중국(城南郵便集中局)은 대한민국 우정사업본부 경인지방우정청 소속의 우편집중국이다. 경기도 성남시 분당구 성남대로 57(구미동 154번지)에 있다.
우편집중국장은 행정사무관·공업사무관·시설사무관·전산사무관·방송통신사무관 또는 식품위생사무관으로 보한다.

## 관할구역
- 성남시, 용인시, 경기광주시, 이천시